# Antonello Aglioti
Antonello Aglioti (* 1. Januar 1948 in Gerace; † 9. Januar 2013 in Rom) war ein italienischer Theater- und Filmregisseur, Kostüm- und Szenenbildner.

## Leben
Aglioti schloss in Architektur ab, widmete sich zunächst der Malerei und hatte zahlreiche Ausstellungen in Italien und dem Ausland. Er arbeitete in den 1970er Jahren mit Memé Perlini und der Theaterkompagnie La Maschera. Mit ihm gründete und führte er das Theater La Piramide in Rom und drehte einige Filme. 
Selbst inszenierte er mit großem Erfolg Stücke wie Il giardino dei ciliegi, den er selbst vier Jahre später verfilmte, sowie Stücke von Puccini und Edmond Rostand. Sein 2001 entstandener Film Nessun' dorma blieb bislang unveröffentlicht.
Gelegentlich arbeitete Aglioti auch für das italienische Fernsehen.

## Filmografie (Auswahl)
- 1992: Il giardino dei ciliegi